# إيملي ليتل
إيملي ليتل (بالإنجليزية: Emily Little) هي لاعبة جمباز فني أسترالية، ولدت في 29 مارس 1994 في برث في أستراليا.

## وصلات خارجية
- إيملي ليتل على موقع الاتحاد الدولي للجمباز (licence) (الإنجليزية)
- إيملي ليتل على موقع الاتحاد الدولي للجمباز (biography) (الإنجليزية)
- إيملي ليتل على موقع اللجنة الأولمبية الدولية (الإنجليزية)
- إيملي ليتل على موقع أوليمبيديا (الإنجليزية)
- إيملي ليتل على موقع اللجنة الأولمبية الأسترالية (الإنجليزية)
- إيملي ليتل على موقع اتحاد ألعاب الكومنولث (مؤرشف) (الإنجليزية)